# Ortoklas
Ortoklas je vrsta minerala koji se nalazi na Mohsovoj skali i to pod brojem 6. Kemijska formula mu je K[AlSi3O8].